# Spielplatz der Mörder
Spielplatz der Mörder (Below Utopia, auch Body Count) ist ein US-amerikanischer Thriller aus dem Jahr 1997. Regie führte Kurt Voss, das Drehbuch schrieb David Diamond.

## Handlung
Daniel Beckett und seine Freundin Susanne besuchen zum Thanksgiving Daniels Eltern. Der Tod des Bruders von Daniel kurz zuvor überschattet die Feier, die versammelte Familie streitet. In das Haus dringt eine von Jim angeführte Bande ein, die wertvolle Kunstgegenstände stehlen will. Die meisten Familienmitglieder werden ermordet, während Susanne und Daniel sich im Keller des Hauses verstecken. Das Paar versucht zuerst zu fliehen, dann kämpft es gegen die Gangster.

## Kritiken
Das Lexikon des internationalen Films schrieb, der Film sei ein „fahriger Thriller mit blassen Hauptdarstellern“. Er leide „an den Schwächen des Drehbuchs und unübersehbaren Mängeln in Inszenierung und Montage“.
Die Zeitschrift Cinema bezeichnete den Film als „Standard-Thrill mit nettem Finale“.

## Hintergründe
Der Film wurde in Los Angeles gedreht.